# Bottom of Your Soul
Singles de Toto
While My Guitar Gently Weeps
(2002)
Bottom of Your Soul est un single du groupe de rock Toto, sorti en février 2006 et issu de l'album Falling in Between.

## Pistes du single
Le morceau est en deux versions sur le même CD :
- radio, qui est une version plus courte (4:00)
- complète, qui est la version totale (6:59).

## Le morceau
Neuf musiciens jouent sur le morceau Bottom of your soul, dont quatre voix. Cependant Bobby Kimball, la voix lead habituelle du groupe, est absente.
Steve Lukather est la voix lead, appuyé par Joseph Williams (ex membre de Toto) pendant chaque refrain. Les percussions de Lenny Castro  (qui a de nombreuses fois joué avec Toto) et la basse de Mike Porcaro se mêlent aux claviers de David Paich et Greg Phillinganes, deux chœurs donnent un genre soul et un thème africain au morceau tandis que la batterie de Simon Phillips intervient surtout à la fin des couplets et pendant les refrains. Un solo de guitare acoustique intervient au milieu du titre, répondant au piano.  

## Composition du groupe surBottom of Your Soul
- Steve Lukather : guitare, chant (lead)
- David Paich : claviers
- Greg Phillinganes : claviers
- Tony Spinner : guitare
- Simon Phillips : batterie
- Mike Porcaro : basse
- Joseph Williams: chant (add.)
- Lenny Castro : percussions
- Jason Scheff : chant (add.)
- Shenkar : chant (add.)